# Xian H-20
Die Xian H-20 (chinesisch 轰-20, Pinyin Hōng 20, auch 轰-20战略轰炸机 – „H-20 – strategischer Bomber“) ist ein chinesischer, seit 2016 in Entwicklung befindlicher strategischer Bomber.

## Geschichte
Seit 2016 ist das Projekt offiziell bekannt. Der Bomber soll als Tarnkappenflugzeug und Nurflügler ausgelegt werden und in Größe und Auslegung den US-amerikanischen Northrop B-2 und Northrop Grumman B-21 ähneln. Die Xian H-20 soll die veraltete Xian H-6, einen chinesischen Lizenzbau des sowjetischen Bombers Tupolew Tu-16, ablösen. Die Luftstreitkräfte der Volksrepublik China sollen mindestens 34 Xian H-20 erhalten. Das Projekt ist zusammen mit dem Militärtransporter Xian Y-20 und dem Kampfflugzeug Chengdu J-20 eine als 20-Serie bezeichnete Modernisierung der chinesischen Teilstreitkraft. Die H-20 soll in einem internen Waffenschacht eine Nutzlast von bis zu 45 Tonnen möglicherweise  bis zur Westküste der Vereinigten Staaten bringen können. Im Frühling 2024 wurde von offizieller Seite erneut das baldige Erscheinen des H-20 angekündigt, es gebe keine unüberwindbaren Herausforderungen. Andere Stimmen hielten es für möglich, dass es sich in dieser Form gar nicht mehr um ein aktives Projekt handle.